# Pacífico (metrostation)
Pacífico is een metrostation in de Spaanse hoofdstad Madrid. Het station werd geopend op 8 mei 1923 en wordt bediend door de lijnen 1 en 6 van de metro van Madrid.